# Аарон Крикстейн
Аарон Крикстейн (на английски: Aaron Krickstein) е американски тенисист.

## Биография
Аарон Крикстейн е роден на 2 август 1967 г. в Ан Арбър, Мичиган. Син е на домакинята Евелин и патолога Хърб Крикстейн. Крикстейн е евреин и в началото на 1990-те години на е един от тримата високопоставени еврейско-американски тенисисти, заедно с Джей Бергер и Брад Гилбърт.

## Кариера
Аарон Крикстейн поставя рекорд на ATP като най-младият играч, спечелил титла на сингъл от ATP тур (на 16 години, 2 месеца след 16-ия си рожден ден) в Тел Авив. Поставя рекорд като най-младият играч, който някога е пробивал в топ 10 (на 17 години). Към октомври 2024 г. и двата рекорда все още стоят.
Аарон Крикстейн достига до номер 6 в света, в класацията на ATP, на 26 февруари 1990 г.
Крикстейн е член на отбора на Съединените щати за Купа Дейвис от 1985 до 1987 г., и през 1990 г. Той има рекорд победи-загуби 6-4 на сингъл. Върхова точка е през 1990 г., когато той постига две трудни победи в четвъртфиналния мач от Световната група срещу Чехословакия, извеждайки отбора си до победа с 4:1.